# Musée des moulins de Villeneuve-d'Ascq
Le musée des moulins, également appelé en néerlandais Molenmuseum, est un musée consacré à la meunerie situé dans le quartier de la Cousinerie à Villeneuve-d'Ascq. Il est géré  par l'Association régionale des amis des moulins (ARAM).

## Histoire
L'idée d'un musée des moulins date de 1973.
En mars 1974 le moulin des Olieux est racheté par l'Association régionale des amis des moulins (ARAM). Son emplacement à Villeneuve-d'Ascq est décidé en 1977, et il faut sept années de travaux pour lui redonner son aspect d'autrefois.
En 1979 le moulin à farine est racheté par l'ARAM. 
Installation sur le site de Villeneuve-d'Ascq commence en juillet 1980.
En 1984 débutent les travaux de rénovation du moulin à farine.
En 1987 le moulin fait sa première production d'huile depuis sa restauration. Le 19 juin 1988, le moulin à farine en état de moudre est inauguré.
La construction du musée Villeneuve-d'Ascq commence en 1992.
Le musée est inauguré par Gérard Caudron le 28 mai 1995.

## Présentation

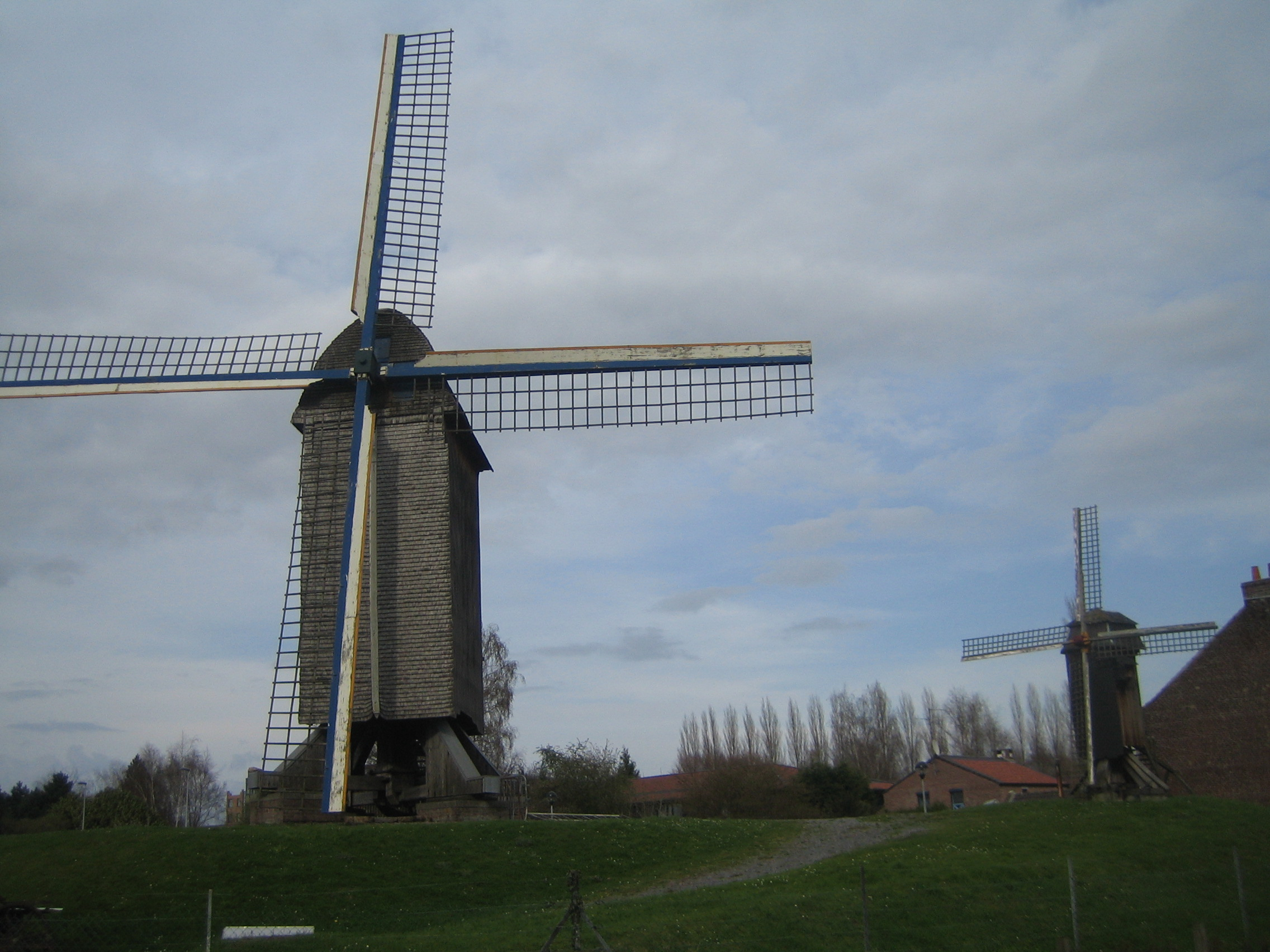
Les deux moulins

Le musée des moulins a été réalisé dans le cadre d'un programme européen de projets transfrontaliers (Interreg). Dans une présentation moderne le musée dévoile les aspects techniques de la mouture des grains et de la fabrication de l'huile, les aspects historiques, humains et symboliques liés aux moulins à vent.

On y découvre l'évolution de la meunerie, du broyeur néolithique au broyeur à cylindres modernes et des meules, ainsi que l'emploi des diverses énergies, de la main de l'homme à l'électricité, en passant par l'utilisation de l'eau, du vent, de la vapeur, du gaz et de l'huile lourde. 

On y présente aussi tous les métiers inhérents à la meunerie ainsi qu'aux charpentiers spécialisés et ouvriers du bois (bûcheron, du scieur de long, du fendeur de bardeaux, du rhabilleur de meules, du forgeron...)

Et aussi l'iconographie symbolique du moulin : objets publicitaires, décoratif et utilitaires, enseignes, emballages, affiches, maquettes...

## Collections
Plusieurs moulins à eau, et différents outils et pièces utilisés en meunerie et en minoterie.

### Moulin des Olieux

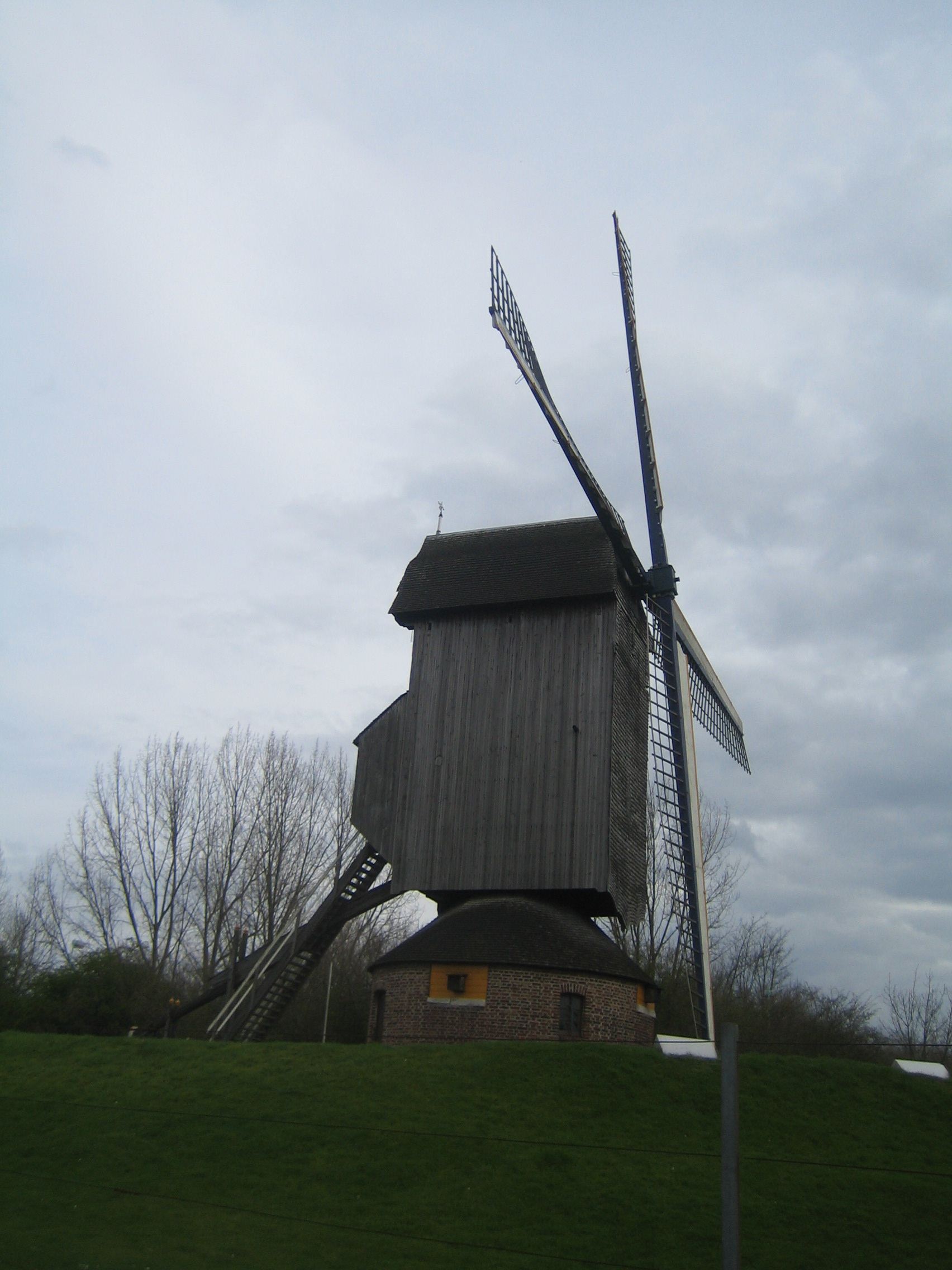
Moulin des Olieux

Le moulin des Olieux est construit en 1743 par Engelbertus De Smyttere, charpentier d'Arnèke. C'est aujourd'hui l'unique moulin à huile sur pivot du monde.
Érigé à Audruicq, le moulin fabrique d'abord de l'huile, puis est transformé en moulin à farine début XIXe siècle. Le moulin change plusieurs fois de propriétaire puis est racheté par Alphonse Gourdin, qui le fait démonter et remonter à Offekerque en 1901 et 1902. Le moulin est ensuite utilisé par Gérard Gourdin, fils d'Alphonse, et fonctionne jusque 1953.
Le moulin est ensuite abandonné. En mars 1974 il est racheté par ARAM. Son emplacement à Villeneuve-d'Ascq est décidé en 1977, et il faut sept années de travaux pour lui redonner son aspect d'autrefois. En 1987 le moulin fait sa première production d'huile depuis sa restauration.

### Moulin à farine

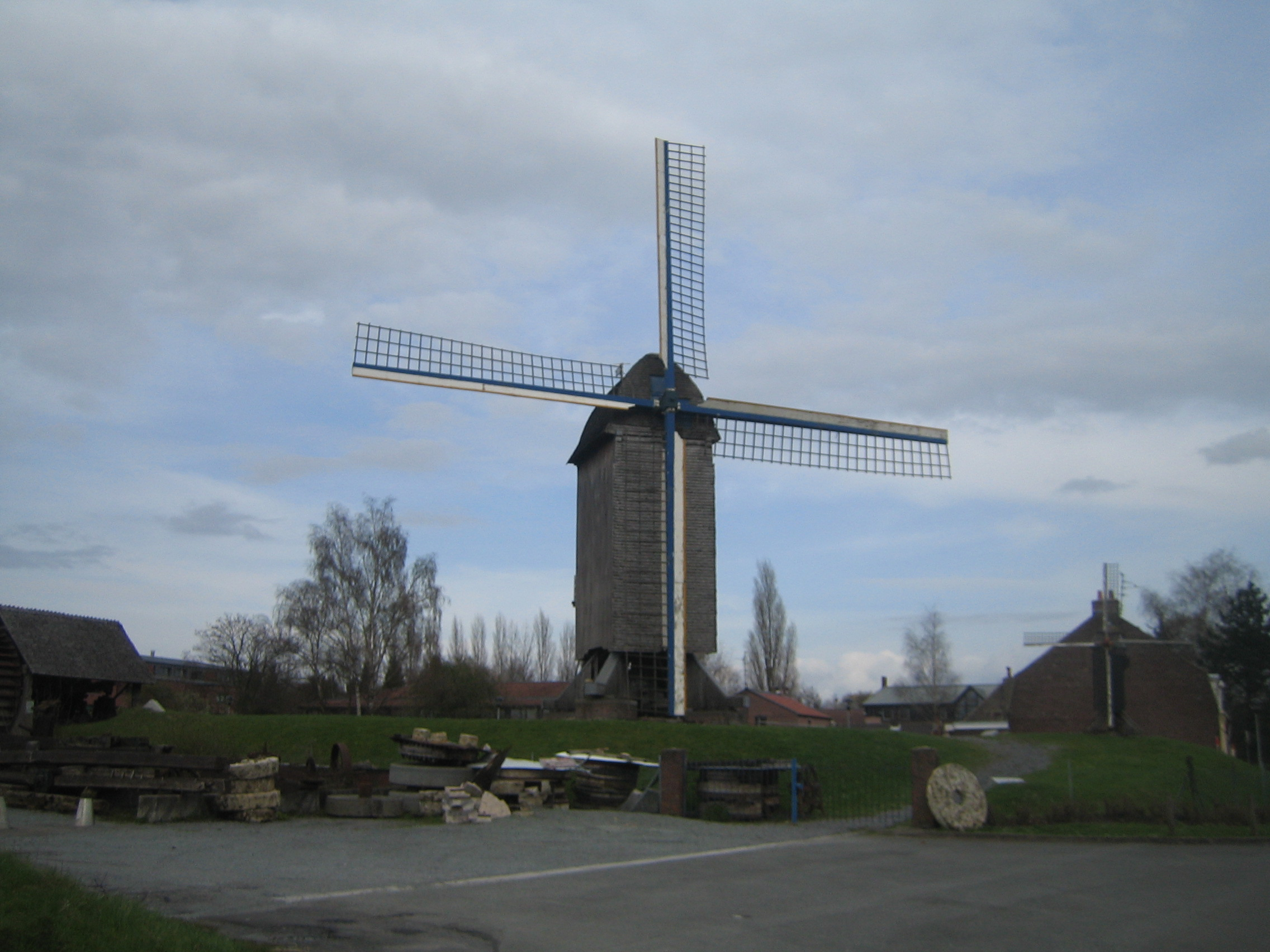
Moulin à farine

Le moulin à farine est construit en 1776 à Bambecque et sera exploité par la famille Leceuche.
En 1895, le moulin est déménagé à Ruminghem (Pas-de-Calais), en remplacement d'un moulin incendié. Il appartient alors à Jules Bacquet. Le moulin change alors plusieurs fois de propriétaire. Plus tard, Jules Douilly déplace le moulin de 200 mètres et supprime le piédestal ainsi que les ailes. Le meule subsistante mout désormais des céréales avec un moteur électrique.
En 1948, le moulin cesse de fonctionner et est transformé en poulailler et en clapier. L'ARAM le rachète en 1979. Les travaux débutent en 1984 et l'inauguration du moulin en état de moudre a lieu le 19 juin 1988.

### Moulin à eau

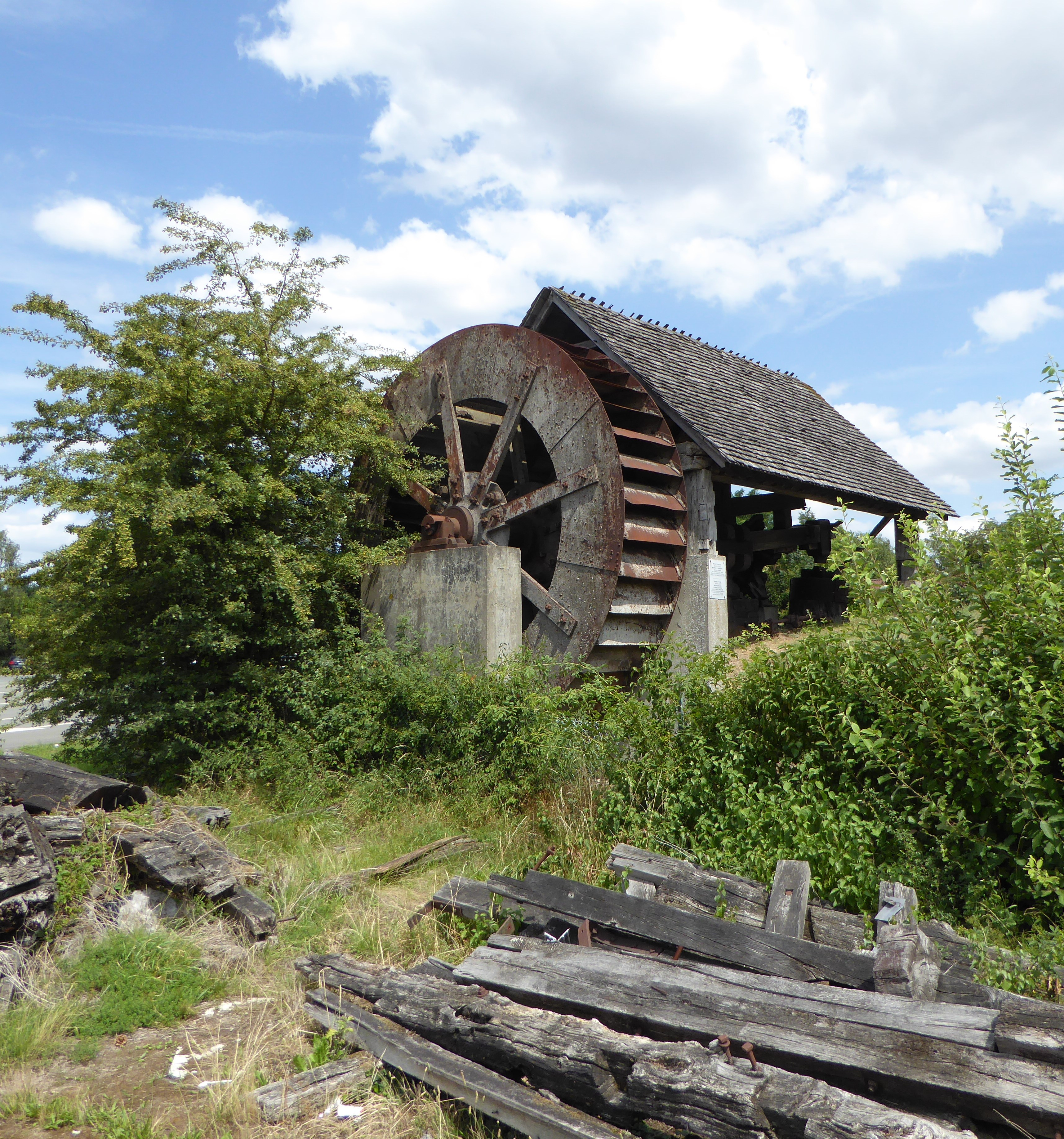
Moulin à eau

En 1987, l'ARAM. installe son troisième moulin. C'est un moulin à eau de 1902, venu de Vers-sur-Selle près d'Amiens. C'est un martinet provenant de la taillanderie Monnayer qui était spécialisée dans la fabrication d'outils agricoles et jardiniers. Ce moulin ne fonctionne pas, mais il est bien visible et vient enrichir la collection du Centre de molinologie.